# St. Vitus und Modestus (Eggenstein)

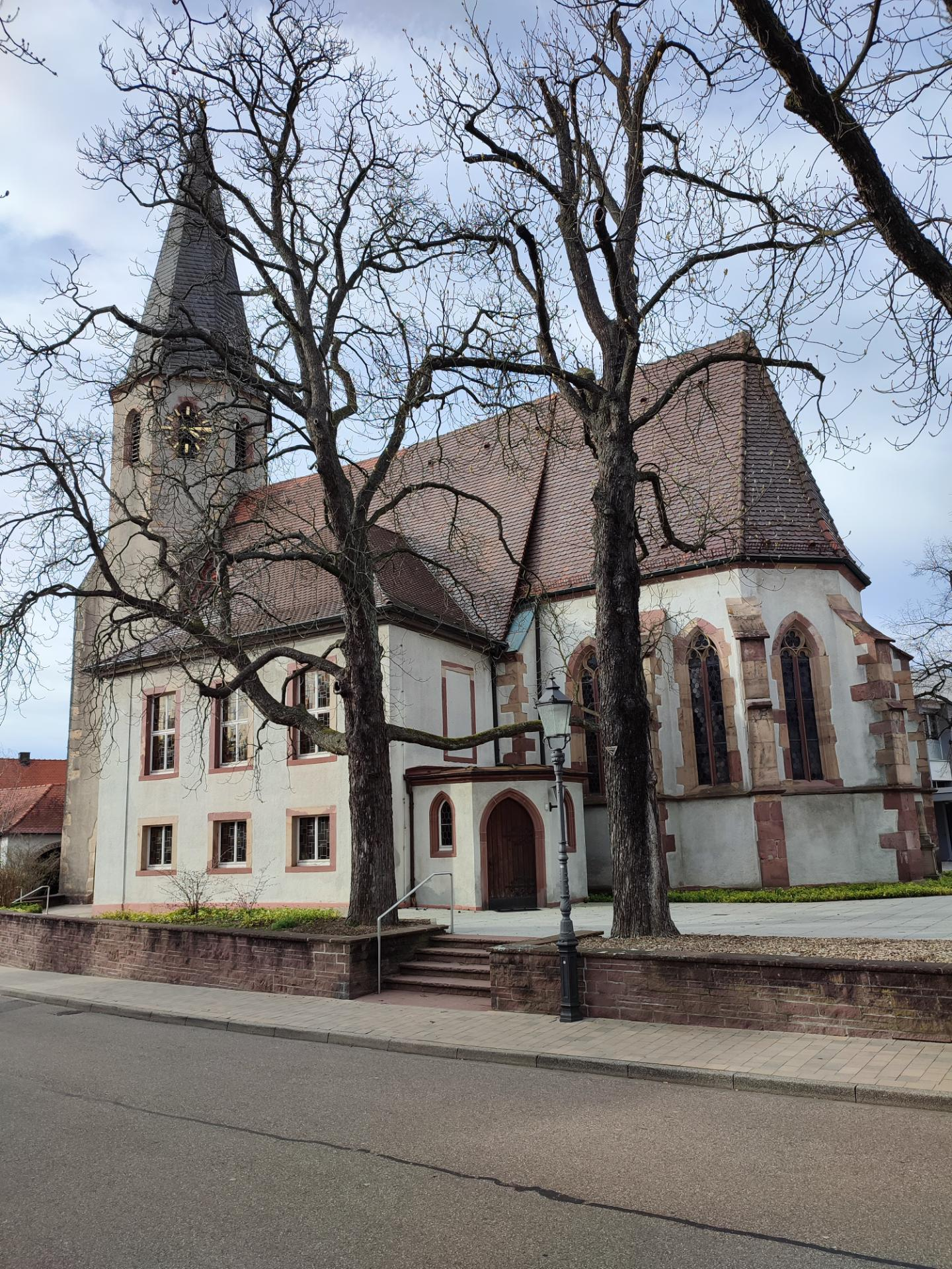
St. Vitus und Modestus in Eggenstein

Die Pfarrkirche St. Vitus und Modestus ist ein geschütztes Kulturdenkmal nach dem Denkmalschutzgesetz. Sie steht in Eggenstein, einem Ortsteil der Stadt Eggenstein-Leopoldshafen im Landkreis Karlsruhe in Baden-Württemberg. Die Kirchengemeinde gehört zum Kirchenbezirk Karlsruhe-Land der Evangelischen Landeskirche in Baden.

## Beschreibung
Der Kirchturm auf quadratischem Grundriss im Westen des Langhauses wurde um 1480 erbaut, der eingezogene, dreiseitig geschlossene Chor im Osten, der von Strebepfeilern gestützt wird, um 1500. Dabei wurden Teile des 1160 erstmals urkundlich erwähnten Vorgängerbaus einbezogen. Das Langhaus der Saalkirche wurde 1781 bei einem Umbau durch ein Querschiff zur Kreuzkirche erweitert. Der Kirchturm wurde mit einem achteckigen Geschoss aufgestockt, das die Turmuhr und den Glockenstuhl beherbergt, und mit einem achtseitigen spitzen Zeltdach bedeckt. 
Im Innenraum des Chors befinden sich Fresken aus der Erbauungszeit. Auf der nördlichen Seite des Langhauses wurde 1893 die Anbetung der Könige dargestellt, auf der südlichen Szenen aus dem Leben des heiligen Vitus und seiner Gefährten. Die Orgel wurde 1853 von Bernhard Merklin erbaut, der bei seinem Onkel Franz Joseph Merklin tätig war.